# 避諱
避諱（ひき）とは、君主や目上の者の諱の使用を忌避する慣習である。中国など東アジアの漢字文化圏にみられる。二字名の場合にどちらか一字を忌避することを偏諱（へんき）という。この項では中国の避諱を中心に記述する。

## 概要
中国では古来、親や主君などの目上に当たる者の諱（本名）を呼ぶことは極めて無礼なことと考えられていた（実名敬避）。特に皇帝およびその祖先の諱については、時代によって厳しさは異なるが、あらゆる臣下がその諱を口にしたり書いたりすることを慎重に避けた。ある王朝の皇帝に関する避諱の範囲はその時代のあらゆる言語表現に及び、例えば、避諱に触れる文字を含む人名や地名があったときには適宜諱に当たらない名前に改められ、更にはその諱字に通う音の字を改めること（嫌名）さえも行われた。唐の太宗のように避諱を免ずる詔を下す君主もいた（太宗の諱が「世民」であり、いずれも平易・頻用の字であったため。後述）が、このような例はまれである。ただし、「世民」のように複数字の諱は、片方の文字だけならば使用しても差し支えないと礼記などには記されている。また、広く使われ、禁じられると支障が出る字を諱に持つ者が皇帝に即位する場合は、即位と同時に改名する場合がある（即位時に皇帝が改名した例参照）。
著名な例として、前漢の高祖の諱が「邦」だったために、漢の人々が「中邦」「相邦」を「中国」「相国」と言い換えた例、後漢の時期には光武帝の諱を避けて「茂才」と呼ばれた例、晋の文帝の諱が「昭」だったために晋の人々が歴史上の人物・王昭君を「王明君」と言い換えた例、清の聖祖康熙帝の諱「玄燁」を避け、世人が「玄孫」のことを「元孫」に言い換えた例や紫禁城の「玄武門」を「神武門」に改めた例が挙げられる。
ただし、現王朝の皇帝に関わる厳しい避諱と対照的に、前朝の皇帝の諱を世人が避けることはまずないと考えてよい。また、当然のことながら即位前の人物の諱は避けない。そのため、文中に現れている避諱を利用して、ある書物が発行された年代を推定することが可能である。これは古い漢籍にはほとんど奥付がないためで、中国語学者の影山輝国は、「避諱を調べて、北宋時代の刊本で「恒」の字が使ってあれば，その書物は（諱の恒を避けないから）(宋)真宗以前の刊行だとわかる」としている。なお、「中国」のように、言い換えが定着したため、後の王朝でも本来の呼び方に戻されなかった例も少なくない。
皇帝でなくても儒教で聖人とされた孔子についても避諱が行われ、諱の「丘」を避けて「邱」に改めた例がある（人名の例では丘長春、地名の例では大邱（テグ））。
清朝の崩壊以降、中国には皇帝が存在しなくなった。そのため、国中がこぞって皇帝の諱を避ける必要はなくなった。

## 避諱の方法

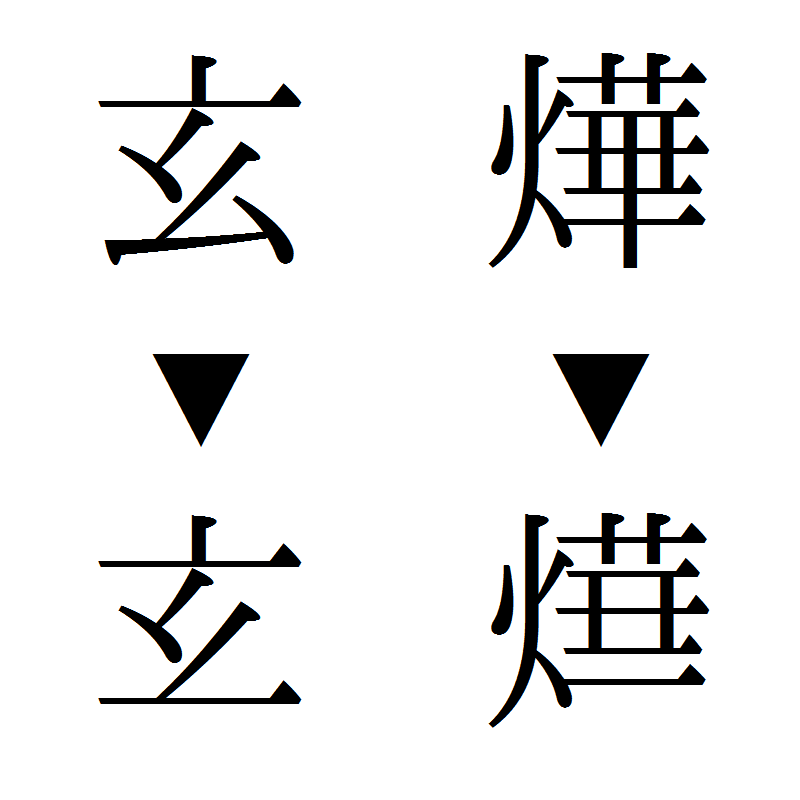
欠画の例。清の康熙帝の諱である「玄」「燁」のそれぞれ最終の一画が省略されている。

改字
当該の文字を、同じような意味を持った別の文字あるいは語句に置き換える。稀ながら、避諱を行った文字を○で囲む書物もある。
空字
当該の文字自体を記さない。空欄にする、「□」の表記にする、「某」字や「諱」字に置き換えるなどの方法がある。
欠画（闕画／闕劃）
当該の文字の一画（通常は最終の一画）を記さない。
- 『康熙字典』において、清聖祖の諱（玄燁）に触れる「玄」および「燁」を構成要素として含む字は、わざと最終画を欠いた形に作られている。

拆字
漢字の部首を分解し記述する方法。
- 例
  - 宋太宗の諱「炅」又は「耿」について、「從(従)耳從火」と記する。
  - 宋真宗の諱「恒」について、「從心從亘」と記する。
  - 宋高宗の諱「構」については「構」と同音の二十字余が避諱の対象とされ、それを避けるのに同音の「句」を用い、それを「從勹從口」と記した。

## 実例

### 中国での例
- 始皇帝の諱「政」と同音の「正」について[注釈 3]、「正月」に関しては声調を平声に変えさせるか、「端月」に言い換えさせた。
- 宰相を意味する「相邦」が漢の劉邦の諱である「邦」の字を含むことから、漢代以降は「相国」に改称された（これについては、漢より後の王朝も「相邦」に戻さなかった）。また、『老子道徳経』中の「邦家」は「国家」に、『易経』『易伝』中の「遷邦」は「遷国」となった。
- 前漢文帝の諱「恒」を避けて、「常」を用いた。また、同音も避けて、「姮娥」は「嫦娥」に改められ、その後定着した。
- 前漢景帝の諱「啓」を避けて、「啓蟄」を「驚蟄」に改めた[注釈 4]。「開封」は「啓封」と言っていたが避諱により改名した。『史記』において、宋の微子啓は「微子開」と記載されている。
- 前漢武帝の諱「徹」を避けて、爵位「徹侯」は「通侯」と改められた[注釈 5]。また、楚漢戦争の説客、蒯通の諱は「徹」であったが、「徹」と同義の「通」に差し替えられた（漢代以降も訂正されずに定着している）。
- 前漢昭帝の諱「弗陵」を避けて、在位中、否定辞「弗」は「不」に改められた。
- 前漢宣帝の諱「詢」を避けて、在位中、同音の漢字を使う「荀卿（荀子）」は「孫卿」と改められた。
- 前漢の郷挙里選の科目には秀才があったが、後漢では光武帝劉秀の諱を避けて、「茂才」となった。
- 後漢明帝の諱「荘」を避けて、「荘」姓は多く「厳」姓に改姓した。漢の武帝の側近荘助は「厳助」と改められ、荘助の子孫の後漢末の武将厳虎（厳白虎）も厳姓のままであった。[4]
- 後漢桓帝の諱「志」を避けて、歴史書『東観漢記』の「志[注釈 6]」は「意」と表される。
- 司馬遷撰『史記』・班固撰『漢書』では、前漢の歴代の皇帝の諱をそれぞれの本紀（皇帝の伝記）に記載しなかった。両書とも、後世の注釈で初めて諱が記載された。
- 後漢の許慎は建光元年（121年）に『説文解字』を完成させた。同書においては、後漢初代光武帝から当代の安帝までの各皇帝の諱（秀、荘、炟、肇、祜）は[注釈 7]、「上諱」とのみ記せられ本義の解説はなされていない。
- 陳寿撰『三国志』において、司馬懿（追号：高祖宣帝）の「懿」を避け、蜀漢の武将呉懿は「呉壹」と表記される。
- 西晋及び東晋では、司馬師（追号：世宗景帝）の「師」を避け、「京師」を「京都」と言い換えた。
- 西晋及び東晋では、司馬昭（追号：太祖文帝）の「昭」を避け、王昭君を王明君、蔡昭姫を蔡文姫、韋昭を韋曜と改めた。
- 東晋の都、建康の名称はもともと「建業」であったが、西晋の愍帝司馬鄴の諱を避けて「建康」と改められた。
- 東晋の書家王羲之は、祖父王正の諱を避け、「正月」と記するところを「初月」と書いた（『初月帖』など）。
- 唐高祖李淵の父李虎（追号：太祖景帝）の諱「虎」を避け、当時、おまるを「虎子[注釈 8]」と称していたが、これを「馬子」又は「獣子」に改めさせた。
- 唐代においては、高祖李淵の諱「淵」を避けて、陶淵明は陶泉明または陶深明と称された。
- 唐代においては、太宗（李世民）の諱である「世」と「民」が公には使用できなかった。太宗は避諱を免ずる詔[注釈 9]を出したものの、後裔や臣下は厳に使用を避けた。そのため、300年近くにわたって代用字として使用された「代」や「人」の方が一般的になり、後代にまで影響を与え続けた。
  - サンスクリット仏典のアヴァローキテーシュヴァラ（Avalokiteśvara 観音菩薩）を漢訳するにあたり、東晋時代の鳩摩羅什は観世音菩薩と訳した[注釈 10]が、「世」の文字を避諱して「観音」とし、後代においても、この呼称が継承された。日本においても「観音」の呼称が一般的となっている。
  - 唐代に編纂された『隋書』において、隋の煬帝が倭国に使わした使者の裴世清（『日本書紀』）は、「裴清」と記された。
  - 顕慶2年(657年)には、「世」「民」を含む「昬」「葉」の字形を、それぞれ「昏[注釈 11]」「𦯧[注釈 12]」と改めるよう命じられた。
- 唐高宗の諱「治」を避けて、「理」が用いられた。
- 唐武則天の諱「曌（則天文字、本来の諱は「照」）」を避けて、中宗の嫡子李重照は李重潤に改名した。
- 唐の詩人杜甫は、父の名が杜閑であったため、その詩文に決して「閑」の字を用いなかったとされる。
- 同じく唐代の詩人である李賀は、父の名「李晋粛」の「晋」が「進」と同音であると因縁をつけられて進士科の受験を拒否された。
- 後晋の初代皇帝石敬瑭の諱を避けて、「敬」姓は、「端」姓に、又は文字を分割し「苟」姓や「文」姓に改姓した。
- 宋太祖趙匡胤の諱を避け、趙匡義（太宗）は趙光義に改名した（後に、さらに「炅」に改名する）。
- 明代に多く、「元年」を「始年」や「原年」、「元来」を「原来」とする例が見られ、これは太祖朱元璋の避諱によるものとの言説があるが、明代においては古礼である「二名不偏諱、嫌名不諱」に従っていたため、これは正しくなく[注釈 13]、前王朝である元朝を嫌った故の表記であろうと言われている[注釈 14]。
- 清世宗雍正帝の諱「胤禛」を避け、兄弟の名で排行に用いられた「胤」は「允」に改められた、また、王士禛は王士正又は王士禎と改称した。
- 王錫侯が著した『字貫』の初版は、清朝歴代皇帝の避諱を行っていなかったために禁書となり、王錫侯も処刑された。
- 清の高宗乾隆帝の諱が「弘暦」であるため、「暦」の字が避けられ「歴」字で代用された。また、同様に「弘」の字も避けられ、弓（ゆみへん）を崩して、「ム」の部分を口とした文字が用いられた。
  - 清朝から嘉納治五郎の「弘文学院」に留学した学生の賞状などでは、「弘」を避け「宏文学院」と表記された。これは皇帝の諱を犯すことを恐れた清国人留学生が嘉納に要望したためであるという。[7]
- 中華人民共和国の江蘇省儀徴市は避諱で3度改称した町として知られる。南唐のときには「永貞県」と称していたが北宋の仁宗趙禎の諱を避けて「揚子県」と改称した。その後「儀真県」の名を下賜された。その後清朝のときに雍正帝胤禛の諱を避けて「儀徴県」と改称し、さらに宣統帝溥儀の諱を避けて「揚子県」と改称された。清朝滅亡後、避諱の習慣がなくなると「儀徴」の名称が復活した。

#### 即位時に皇帝が改名した例
諱が頻用する文字であると世間の営みに支障が出るため、それを避ける目的で、皇帝即位の機会に改名した例。
- 前漢宣帝は「病已」から「詢」に改めた。
- 宋太宗は「光義」から「炅」に改めた。
- 清仁宗嘉慶帝は「永琰」から「顒（禺＋頁）琰」に改めた。
- 清宣宗道光帝は「綿寧」から「旻寧」に改めた。

#### 千字文の例
『千字文』は、子供に漢字を教えたり、書の手本として使うため広く用いられたが、在位中の皇帝の避諱のため改変された。
- 「天地玄黃」を「天地元黃」 - 宋朝の皇帝の遠祖趙玄朗の避諱。
- 「周發殷湯」を「周發商湯」 - 宋太祖の父趙弘殷の避諱。
- 「鳴鳳在樹」を「鳴鳳在竹」 - 宋英宗の諱「曙」を避ける[注釈 15]。
- 「岳宗恆岱」を「岳宗泰岱」 - 宋真宗の諱「恒」を避ける。

### 日本での例
日本では貴人を諱（御名）で呼ぶことについては、中国と同様に実名敬避の習慣があった。たとえば天平勝宝9歳（757年）5月には天皇と皇后の名と、藤原鎌足、藤原不比等の名を姓名に用いることが禁じられている。これによって姓（かばね）の首（おびと、聖武天皇の名）と史（ふひと、不比等）は「毗登」（ひと）に改められた。また常陸国の「白壁郡」や「大伴氏」は天皇の名をはばかって（光仁天皇の名白壁、淳和天皇の名大伴）改名されている。源氏物語の登場人物もこうした風習を反映し、貴人の実名は徹底して伏せられている。このため貴人を呼ぶ際には官位名や居住所などを実名呼称の代わりとした。室町時代以降は、屋形号から「お屋形さま」、将軍の正室を「御台所」、こうした居住所からの敬称が派生した。近代の皇室典範制定後は、后位敬称となり受け継がれている。
ところで、日本には避諱とは全く逆の現象として、通字の習慣がみられ、さらに、鎌倉時代から江戸時代の武家社会などでは、主君の諱の字を家臣が拝領する偏諱授与の風習が存在した。貴人の諱を避けることを強制するのではなく、むしろ諱の一字を嫡流の子孫や近しい家来に賜与することで集団の緊密化を図ったのである。中国や朝鮮のような避諱の風習はさほど定着せず、対してそれに代わる通字や偏諱の文字の使用には慎重さが求められた。上位の貴人から与えられた偏諱を、さらに自身の家来（陪臣）に与える行為は原則的には控えられ、また後述の方広寺鐘銘事件で徳川家康が激怒したのはもっともだとする見方もある。ただし江戸時代など儒教の影響を強くうけた時代では、一部に避諱が行われている。
- 六国史の『続日本紀』によると、嵯峨天皇は、延暦11年（791年）、諱を乳母の出身地である讃岐国神野郡から賀美能（神野）親王と名付けられたが、大同4年（809年）即位にあたって、神野郡は諱に触れるため朝廷にて改名がなされ、新居郡と改名した（新居郡#古代から平安時代参照）。また、同地にある現在の満濃池は、神野池と呼ばれていたが、避諱により真野池と改められ、その後、萬農池等呼称の変遷を経て、明治になり満濃池となった（満濃池#池の名称参照）。
- 永承7年（1052年）、当時の奥州で勢力を誇っていた安倍頼時は本来「頼良」と名乗っていたが、朝廷の命で陸奥守として赴任してきた源頼義に帰順した際、同じ読みであることを遠慮して「頼時」へと改名した。
- 大坂の陣においては、豊臣氏の依頼によって作成された方広寺の鐘銘「国家安康」が、徳川家康の諱を侵した犯諱であるということで方広寺鐘銘事件が発生した。
- 江戸時代、李氏朝鮮とのあいだでは朝鮮通信使による国書の往来が行われていた。正徳度には日本の国書が中宗の諱「懌」を犯したと朝鮮側からの抗議が行われた。新井白石は朝鮮側の国書も「光」（徳川家光）字を犯しているとし、国書の訂正を受け入れなかったため論争となった（国諱論争）。
- 徳川綱吉は娘である鶴姫を溺愛し、貞享5年2月1日（1688年3月2日）[注釈 17]に庶民に対して鶴の字や鶴紋を用いることを禁じた「鶴字法度」を出している。このため井原西鶴は井原西鵬と改名することになり、京菓子屋の鶴屋も屋号を駿河屋と改名した。歌舞伎の中村座は定紋を丸に舞鶴から角切銀杏に改めている。また仙台藩では1667年頃から禁字法令が出され、伊達氏の通字である「宗」や、歴代当主の諱の字の使用を禁じた。
- 江戸時代後期、漢学が盛行し、天皇権威の回復が試みられる中で、公家社会では天皇の諱に用いられる文字に対して欠画が行われるようになった。この欠画の禁令は光格天皇の天明5年（1785年）に始まったものである[9]（避諱欠画令参照）。幕末期の文久3年（1863年）には、大名・旗本から庶民に至るまで当代の天皇の諱字を避けるよう、幕府から命令が出された（文久避諱令）。欠画の規定は明治初年にも引き継がれ、仁孝天皇（恵仁）、孝明天皇（統仁）、明治天皇（睦仁）の諱の内、「恵（惠）」、「統」、「睦」がそれぞれ欠画とされたことがあったが[10]、明治5年には廃止された[11]。明治6年3月28日に交布された太政官布告118号により、歴代天皇の諱と御名に使用されている文字を使うこと自体は問題がないとされ、熟字のまま使うことのみ禁じられた[12]。この太政官布告は昭和22年の戸籍法改正で正式に廃止された。
- 幕末老中を務め公武合体などを推進した内藤信親は、皇女和宮（親子内親王）が降嫁した際、同じ字を使うのを憚って「信思（のぶもと）」と改名した。
- 秩父宮妃は貞明皇后の名「節子（さだこ）」に遠慮して「節子（せつこ）」の名を「勢津子」と改めた。諱ではないものの、笠置シヅ子が三笠宮に遠慮して「三笠」姓から芸名を改めている。またやしきたかじんは出生後に隆仁（たかひと）と名付けることを勧められていたが、皇室尊崇者である父親は「陛下と同じ読みとは畏れ多い」という理由で同じ字のまま読みを「たかじん」と変えて命名したという[注釈 18]。しかしこれらは人名の衝突を避けているだけで、文字の使用そのものを避けているわけではない。
- 詔書の朗読の際には、詔書末尾の天皇の署名と御璽の押印は、署名そのものを読むのではなく「御名御璽」と読む慣習がある。

### ベトナムでの例

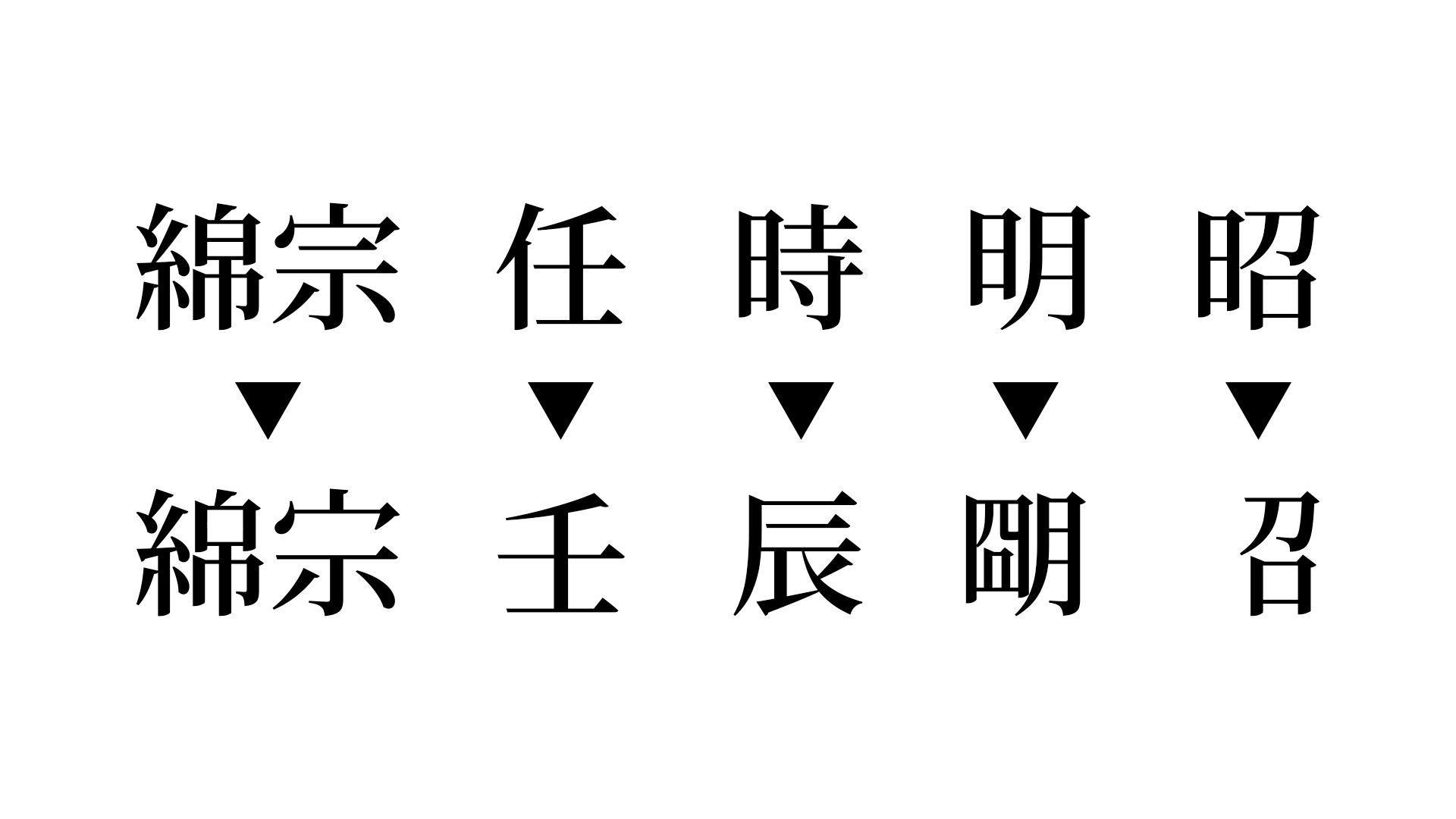
阮朝避諱の例

ベトナムでも避諱は行われたが、字だけでなく音も変えさせることがある点に特色がある。
- 李朝以前の諸王朝では避諱の存在は確認されておらず、最古の史料は陳太宗の建中8年（1232年）に出された令である。仏領期にも阮朝が存続していたため避諱自体は公文書を中心に維持されたが、植民地期の皇帝の諱は避けられなかったようである。
- 避諱の方法は中国で行われた改字・空字・欠画のほか、次の方法がある。
  - 偏と旁を転倒させる。このタイプの避諱ではしばしば字の上に「く」もしくは「人」形の記号を3つないし4つ並べる。これはもともと避諱の対象となる字を示すときに割注で「右従○、左従×」と表記していたため、この従字を簡略化したものである。
  - この変形として陳朝の陳字を分解して阿東と表記することも行われた。
  - 欠画の変形として偏を削除・塗抹する。
- 鄭氏政権時代には、鄭氏の王号の一部も避諱の対象となった。例えば清都王鄭梉の清字は避諱の対象となっている。
- 黎朝期に提も避諱字とされて題が代わりに用いられたが、これは科挙の試験官である提調官に由来する。
- 日常で頻用される漢字が避諱字となった場合、その漢字の発音も変えられた。現代まで残っているものとして利lợi（黎朝太祖黎利の諱：本来の音はlì）、時thời（阮朝嗣徳帝の諱：本来の音はthì）などがある。
  - 阮朝皇帝家本宗は代々阮福○と名乗っていので、福（本来の音はphúc）はphướcと改音させられたが、字自体の使用は認められた。また、phướcの音は北部では普及しなかった。
- 宗tông（紹治帝の幼名）は尊tônと改められた。中南部方言では語末の-nと-ngの区別が無いために発音上は変化がないものの、クオックグーの表記上は区別する。だが、阮朝期を通じて互用された結果か、北部も含めて表記にも影響を与え、現代ベトナムの学術文献でもたとえば黎聖宗がLê Thánh tôn（漢越音に従えばLê Thánh tông）と表記されることがしばしばある。

### 朝鮮での例
中国と同じく儒教の影響を色濃く受けた朝鮮でも避諱の習慣は堅く守られた。王の名前はもちろん、自分の先祖の名前の文字もはばかられた。そのため子が生まれると、族譜を引用し、先祖の名を確認してから、先祖の名に使用されていない文字で命名を行った。